# Cu li

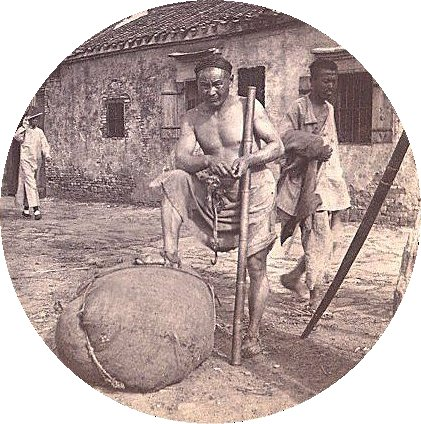
Cu li khuân vác người Trung Quốc năm 1900 tại Trấn Giang, Trung Quốc.

Cu li (tiếng Anh: coolie) có nghĩa là một người lao động chân tay, có một loạt các ngụ ý khác và đôi khi được coi là xúc phạm hoặc miệt thị, tùy thuộc vào bối cảnh lịch sử và địa lý; tại Ấn Độ, nơi bắt nguồn của nó, từ này vẫn được coi là sự khinh miệt. Trong nhiều khía cạnh, nó là tương tự như từ peón trong tiếng Tây Ban Nha, mặc dù cả hai thuật ngữ này được sử dụng ở một số quốc gia với các ý nghĩa khác nhau.
Từ này bắt nguồn từ Nam Á vào thế kỷ 17 và có nghĩa là người làm công nhật, nhưng từ thế kỷ 20, từ này đã được sử dụng trong khu vực đó để chỉ những người khuân vác tại các nhà ga. Trong thế kỷ 19 và đầu thế kỷ 20, từ cu li thường được sử dụng nhiều nhất đối với những người lao động theo giao kèo gốc Nam Á, Đông Nam Á hoặc Trung Quốc.
Cu li hiện được coi là xúc phạm hoặc chế nhạo chủng tộc ở Caribe, Châu Phi, Châu Đại Dương, Bắc Mỹ, Nam Mỹ, Đông Nam Á và Châu Âu - liên quan đến những người từ Châu Á. Từ này có nghĩa đặc biệt tại Nam Phi, Đông Phi, Trinidad và Tobago, Guyana, Suriname, Jamaica, Mauritius, Fiji và bán đảo Mã Lai. Năm 2000, quốc hội Nam Phi ban hành Đạo luật thúc đẩy phòng chống phân biệt đối xử không công bằng, trong đó một trong những mục tiêu chính của nó là ngăn chặn các điều khoản ngôn từ thù hận như cu li (koelie).
Trong văn hóa đại chúng Ấn Độ hiện đại, cu li thường được miêu tả là những anh hùng hay phản anh hùng thuộc tầng lớp lao động. Các bộ phim Ấn Độ tôn vinh cu li bao gồm Deewaar (1975), Coolie (1983), Coolie No 1 (1991), Coolie (1995), Coolie No 1 (1995), Coolie (1997), Coolie (2004), Coolie No 1 (2019), Coolie No 1 (2020).
Trong cộng đồng người Việt thế kỷ trước, từ "cu li" chỉ người lao động phổ thông và trong khoảng thời gian gần đây từ này có thêm một nghĩa mới là người đi làm việc bán thời gian.

## Từ nguyên
Cu li bắt nguồn từ tiếng Hindustan là qulī (क़ुली, قلی), tự nó có lẽ có nguồn gốc từ tiếng Thổ Nhĩ Kỳ Ottoman để chỉ nô lệ (hoặc như là tên gọi chung để chỉ mọi thần dân của đế quốc không phụ thuộc vào địa vị xã hội), قول (qul). Một diễn giải khác cho rằng từ qulī trong tiếng Hindustan có nguồn gốc từ bộ lạc thổ dân Gujarati hay đẳng cấp được biết đến như là kuli, một từ được người Bồ Đào Nha vay mượn và sử dụng nó tại miền nam Ấn Độ, từ đó mà có từ kuli trong tiếng Tamil. Từ này đã từng được sử dụng theo ý nghĩa này để chỉ những người lao động chân tay đến từ Ấn Độ. Năm 1727, Dr. Engelbert Kämpfer mô tả "cu li" là các lao động phổ thông trên bến tàu làm việc dỡ hàng từ các tàu buôn của Hà Lan tại cảng Nagasaki ở Nhật Bản.
Từ tiếng Trung 苦力 (bính âm: kǔlì) phiên âm là "khổ lực" trong cách phát âm Quan Thoại, theo nghĩa đen là "sức lực cay đắng" nhưng nói chung được hiểu như là "lao động cực nhọc". Trong tiếng Quảng Đông, thuật ngữ này là 咕 喱 (Jyutping: Gu lei). Từ dùng để chỉ một nô lệ châu Á. Thành ngữ Philippines tại Pangasinan "makuli" cũng bắt nguồn từ qulī (क़ुली, قلی), một chứng cứ về ảnh hưởng của Ấn Độ tới Đông Nam Á biển đảo trước khi người Tây Ban Nha đến đây.
Ở miền nam Iran (một số thành phố) từ này được sử dụng với nghĩa là người lao động cấp thấp làm công nhật. Cu li đặc biệt được dùng với người lao động thực hiện mang vác trên lưng của họ hoặc làm lao động thủ công. Từ "cool" trong khu vực đó là tiếng lóng giữa người dân địa phương dùng để chỉ lưng con người.